# Aleksandro-Niewskoje (Dagestan)
Aleksandro-Niewskoje (ros. Александро-Невское) – wieś w Rosji, w Dagestanie, w rejonie tarumowskim. W 2010 liczyła 1619 mieszkańców.